# オランダ年間最優秀選手賞
オランダ年間最優秀選手賞（Nederlands voetballer van het jaar）は、オランダ・エールディヴィジにおけるサッカーの個人賞である。

## 歴史

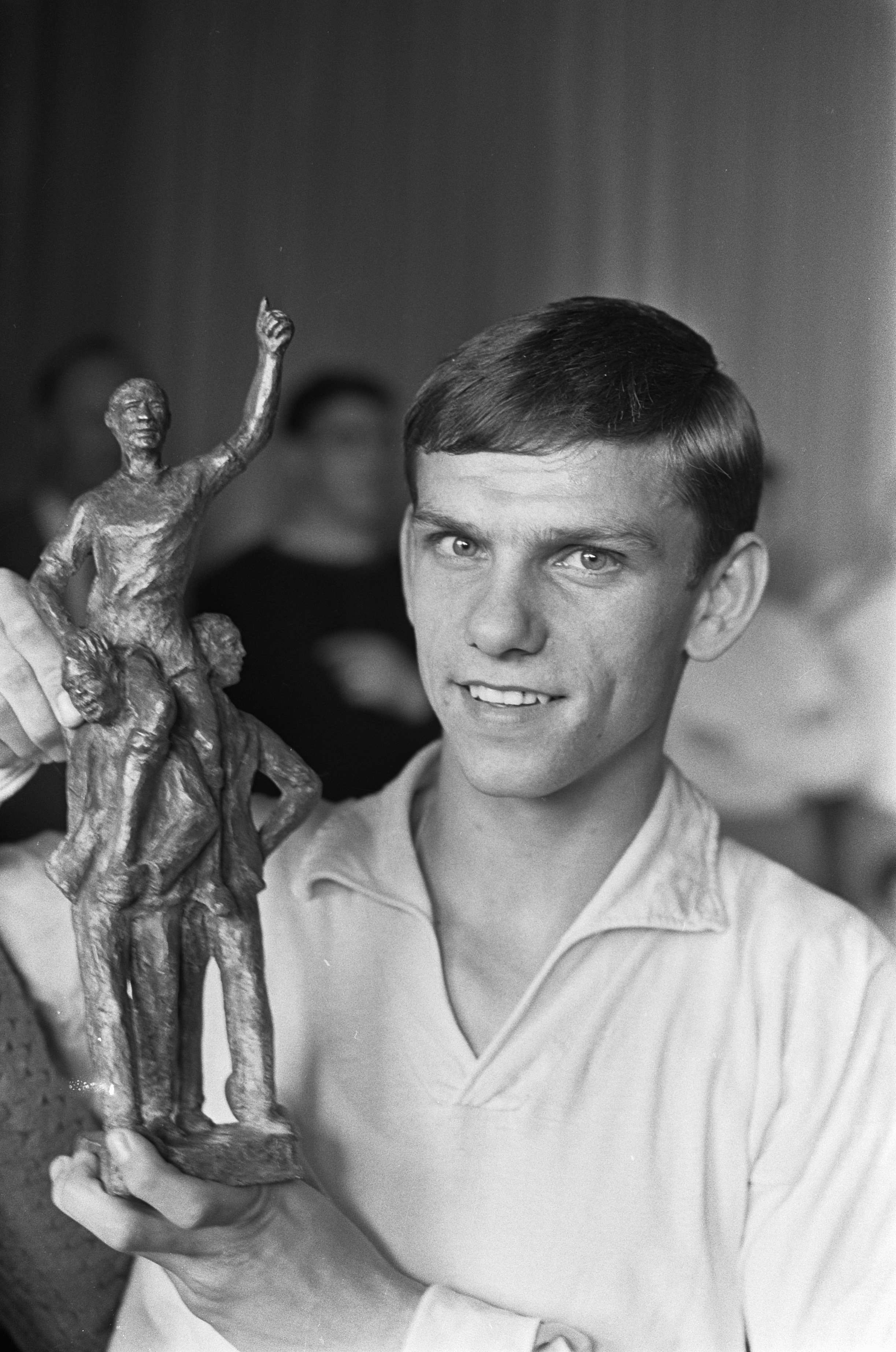
1966年に受賞したダレンス

1962年、エディ・ピータースフラーフラント・ファンクラブの役員ヴィク・ステーンベルヘン氏が年間最優秀選手賞を考案した。1966年にNieuwe Revu紙に、さらに後にNOSに主催が移されたものの、1975年に終了している。トロフィー名は「エディPGトロフィー」。
| 年度   | 受賞者                             | 所属クラブ       |
| ------ | ---------------------------------- | ---------------- |
| 1963年 | レイニール・クライアーマート       | フェイエノールト |
| 1964年 | クーン・ムーライン                 | フェイエノールト |
| 1965年 | クーン・ムーライン                 | フェイエノールト |
| 1966年 | ヴィリー・ダレンス                 | シッターディア   |
| 1967年 | エディ・ピータース・フラーフラント | フェイエノールト |
| 1968年 | ヨハン・クライフ                   | アヤックス       |
| 1969年 | ヘルト・バルス                     | アヤックス       |
| 1970年 | リヌス・イスラエル                 | フェイエノールト |
| 1971年 | ヴィレム・ファン・ハネヘム         | フェイエノールト |
| 1972年 | ヨハン・クライフ                   | アヤックス       |
| 1973年 | ヴィリー・ブロカンプ               | マーストリヒト   |
| 1974年 | 受賞者無し                         | 受賞者無し       |
| 1975年 | リヌス・イスラエル                 | エクセルシオール |

1982年からエールディヴィジの最優秀選手にハウデン・スヒューン(黄金シューズ)が贈られるようになり、デ・テレフラーフとフットボール・インターナショナルの毎週の採点によって決まるこの賞自体もハウデン・スヒューンの名で呼ばれるようになった。
1984年にはオランダのプロサッカー選手の投票によって選ばれ、VVCS(契約選手組合)ガラで表彰されるフットボーラー・ファン・ヘット・ヤール・ファン・エールディヴィジ(エールディヴィジ年間最優秀選手)が設立される。1997年までは暦の年ごとに選出、表彰が行われていたが、それ以降はフットボール・カレンダーに従っている。
2006年にハウデン・スヒューンとフットボーラー・ファン・ヘット・ヤール・ファン・エールディヴィジが統一。デ・テレフラーフ一紙のみの元フットボール選手によるエールディヴィジ毎週採点の結果で最優秀選手が決められ、VVCSガラでハウデン・スヒューンが贈られる。
リーグとしてエールディヴィジが主催する年間最優秀選手賞は存在せず、現在フットボール・インターナショナルなど、オランダ各紙はハウデン・スヒューンとは別にそれぞれ独自の採点で最優秀選手を選んでいるため、エールディヴィジの『年間最優秀選手』は毎年複数の選手が存在するが、固有名詞としてのVoetballer van het Jaarは歴史的な背景からデ・テレフラーフ紙のハウデン・スヒューンと認識されることが多い。
1984年には最優秀若手選手賞が創設され、21歳以下の選手を対象としたが、2003年に年齢制限を撤廃してヨハン・クライフ賞(Johan Cruijff Prijs)と名称を変更した。
エールディヴィジ最優秀GKは1987年から2004年までVCSガラで表彰が行われていた。
2016-2017シーズンはブロンゼン(銅)、ジルフェーレン(銀)、ハウデン(金)の3つのスヒューンをフェイエノールトの選手が獲得し、史上初めて1クラブでの独占となった。

## 最優秀選手賞

### フットボーラー・ファン・ヘット・ヤール・ファン・エールディヴィジ
(1962-75の最優秀選手賞は含まれない。2005-06シーズンからハウデン・スヒューンと統合)
| 年度    | 受賞者                         | 所属クラブ       |
| ------- | ------------------------------ | ---------------- |
| 1984    | ルート・フリット               | フェイエノールト |
| 1985    | マルコ・ファン・バステン       | アヤックス       |
| 1986    | ルート・フリット               | PSV              |
| 1987    | ロナルド・クーマン             | PSV              |
| 1988    | ロナルド・クーマン             | PSV              |
| 1989    | ロマーリオ                     | PSV              |
| 1991    | デニス・ベルカンプ             | アヤックス       |
| 1992    | デニス・ベルカンプ             | アヤックス       |
| 1993    | ヤリ・リトマネン               | アヤックス       |
| 1994    | ロナルド・デ・ブール           | アヤックス       |
| 1995    | ルク・ニリス                   | PSV              |
| 1996    | ロナルド・デ・ブール           | アヤックス       |
| 1997    | ヤープ・スタム                 | PSV              |
| 1998–99 | ルート・ファン・ニステルローイ | PSV              |
| 1999–00 | ルート・ファン・ニステルローイ | PSV              |
| 2000–01 | マルク・ファン・ボメル         | PSV              |
| 2001–02 | ピエール・ファン・ホーイドンク | フェイエノールト |
| 2002–03 | マテヤ・ケジュマン             | PSV              |
| 2003–04 | マクスウェル                   | アヤックス       |
| 2004–05 | マルク・ファン・ボメル         | PSV              |
| 2005-06 | ディルク・カイト               | フェイエノールト |
| 2006-07 | アフォンソ・アウヴェス         | ヘーレンフェーン |
| 2007-08 | ヨニー・ハイティンハ           | アヤックス       |
| 2008-09 | ムニル・エル・ハムダウィ       | AZアルクマール   |
| 2009-10 | ルイス・スアレス               | アヤックス       |
| 2010-11 | テオ・ヤンセン                 | トゥウェンテ     |
| 2011-12 | ヤン・フェルトンゲン           | アヤックス       |
| 2012-13 | ウィルフリード・ボニー         | フィテッセ       |
| 2013-14 | ダレイ・ブリント               | アヤックス       |
| 2014-15 | ジョルジニオ・ワイナルドゥム   | PSV              |
| 2015-16 | デイヴィ・クラーセン           | アヤックス       |
| 2016-17 | カリム・エル・アフマディ       | フェイエノールト |
| 2017-18 | ハキム・ツィエク               | アヤックス       |
| 2018-19 | マタイス・デ・リフト           | アヤックス       |
| 2019-20 | 受賞者なし                     | 受賞者なし       |
| 2020-21 | ドゥシャン・タディッチ         | アヤックス       |
| 2021-22 | コーディ・ガクポ               | PSV              |

### ハウデン・スヒューン
| 年度 | 受賞者                           | 所属クラブ       |
| ---- | -------------------------------- | ---------------- |
| 1982 | Martin Haar                      | ハーレム         |
| 1983 | Piet Schrijvers                  | アヤックス       |
| 1984 | ヨハン・クライフ                 | フェイエノールト |
| 1985 | フランク・ライカールト           | アヤックス       |
| 1986 | ルート・フリット                 | PSV              |
| 1987 | フランク・ライカールト           | アヤックス       |
| 1988 | ジェラルド・ファネンブルグ       | PSV              |
| 1989 | ジェラルド・ファネンブルグ       | PSV              |
| 1990 | エトワート・ストゥーリンフ       | フィテッセ       |
| 1991 | ヘニー・マイヤー                 | フローニンゲン   |
| 1992 | John Metgod                      | フェイエノールト |
| 1993 | マルク・オーフェルマルス         | アヤックス       |
| 1994 | エト・デ・フーイ                 | フェイエノールト |
| 1995 | ダニー・ブリント                 | アヤックス       |
| 1996 | ダニー・ブリント                 | アヤックス       |
| 1997 | ヤープ・スタム                   | PSV              |
| 1998 | エトヴィン・ファン・デル・サール | アヤックス       |
| 1999 | ミカエル・モルス                 | ユトレヒト       |
| 2000 | イェジー・ドゥデク               | フェイエノールト |
| 2001 | ヨハン・フォーゲル               | PSV              |
| 2002 | クリスティアン・キヴ             | アヤックス       |
| 2003 | ディルク・カイト                 | ユトレヒト       |
| 2004 | マクスウェル                     | アヤックス       |
| 2005 | マルク・ファン・ボメル           | PSV              |

## 最優秀若手選手賞
| 年度                     | 受賞者                               | 所属クラブ               |
| ------------------------ | ------------------------------------ | ------------------------ |
| 1984                     | マリオ・ベーン                       | フェイエノールト         |
| 1985                     | Frans van Rooy                       | PSV                      |
| 1986                     | アーロン・ヴィンター                 | アヤックス               |
| 1987                     | ブライアン・ロイ                     | アヤックス               |
| 1988                     | ピーター・ハウストラ                 | トゥウェンテ             |
| 1989                     | リチャード・ビチュヘ                 | アヤックス               |
| 1990                     | デニス・ベルカンプ                   | アヤックス               |
| 1991                     | ハストン・タウメント                 | フェイエノールト         |
| 1992                     | マルク・オーフェルマルス             | アヤックス               |
| 1993                     | クラレンス・セードルフ               | アヤックス               |
| 1994                     | クラレンス・セードルフ               | アヤックス               |
| 1995                     | パトリック・クライファート           | アヤックス               |
| 1996                     | ヨン・ダール・トマソン               | ヘーレンフェーン         |
| 1997                     | ボウデヴィン・ゼンデン               | PSV                      |
| 1998–99                  | マルク・ファン・ボメル               | フォルトゥナ・シッタート |
| 1999–00                  | アルノルト・ブルッヒンク             | PSV                      |
| 2000–01                  | ラファエル・ファン・デル・ファールト | アヤックス               |
| 2001–02                  | ロビン・ファン・ペルシ               | フェイエノールト         |
| 2002–03                  | アリエン・ロッベン                   | PSV                      |
| 2003–04                  | ヨニー・ハイティンハ                 | アヤックス               |
| 以後はヨハン・クライフ賞 |                                      |                          |
| 2002–03                  | アリエン・ロッベン                   | PSV                      |
| 2003–04                  | ウェズレイ・スナイデル               | アヤックス               |
| 2004–05                  | サロモン・カルー                     | フェイエノールト         |
| 2005–06                  | クラース＝ヤン・フンテラール         | アヤックス               |
| 2006–07                  | イブラヒム・アフェライ               | PSV                      |
| 2007–08                  | ミラレム・スレイマニ                 | ヘーレンフェーン         |
| 2008–09                  | エルイェロ・エリア                   | トゥウェンテ             |
| 2009–10                  | グレゴリー・ファン・デル・ヴィール   | アヤックス               |
| 2010–11                  | クリスティアン・エリクセン           | アヤックス               |
| 2011–12                  | アダム・マヘル                       | AZアルクマール           |
| 2012-13                  | マルコ・ファン・ヒンケル             | フィテッセ               |
| 2013-14                  | デイヴィ・クラーセン                 | アヤックス               |
| 2014-15                  | メンフィス・デパイ                   | PSV                      |
| 2015-16                  | フィンチェント・ヤンセン             | AZアルクマール           |
| 2016-17                  | カスパー・ドルベリ                   | アヤックス               |
| 2017-18                  | マタイス・デ・リフト                 | アヤックス               |
| 2018-19                  | フレンキー・デ・ヨング               | アヤックス               |
| 2019-20                  | 受賞者なし                           | 受賞者なし               |
| 2020-21                  | ライアン・フラーフェンベルフ         | アヤックス               |

## 最優秀GK賞
| 年度    | 受賞者                           | 所属クラブ               |
| ------- | -------------------------------- | ------------------------ |
| 1987    | ハンス・ファン・ブロイケレン     | PSV                      |
| 1988    | ハンス・ファン・ブロイケレン     | PSV                      |
| 1989    | ルート・ヘスプ                   | フォルトゥナ・シッタート |
| 1990    | スタンリー・メンゾ               | アヤックス               |
| 1991    | ハンス・ファン・ブロイケレン     | PSV                      |
| 1992    | ハンス・ファン・ブロイケレン     | PSV                      |
| 1993    | エト・デ・フーイ                 | フェイエノールト         |
| 1994    | エトヴィン・ファン・デル・サール | アヤックス               |
| 1995    | エトヴィン・ファン・デル・サール | アヤックス               |
| 1996    | エトヴィン・ファン・デル・サール | アヤックス               |
| 1997    | エトヴィン・ファン・デル・サール | アヤックス               |
| 1998–99 | イェジー・ドゥデク               | フェイエノールト         |
| 1999–00 | イェジー・ドゥデク               | フェイエノールト         |
| 2000–01 | ロナルト・ヴァーテリュース       | PSV                      |
| 2001–02 | エドウィン・ズーテビール         | フェイエノールト         |
| 2002–03 | デニス・ヘンテナール             | ナイメヘン               |
| 2003–04 | バボシュ・ガボール               | ブレダ                   |